# HTC Kaiser
HTC Kaiser，原廠型號HTC TyTN II，是台灣宏達電公司所推出的智慧型手機，搭載微軟 Windows Mobile 6，是以性能強大著稱的HTC TyTN系列的第二款，HTC Hermes的升級版，首次配備高通處理器，配有側滑動式QWERTY鍵盤，2007年10月於歐洲首度發表。已知客製版本HTC P4550，HTC TyTN II，Orange＆HTC TyTN II，Vodafone VPA Compact V，Vodafone v1615，SFR v1615，Swisscom XPA v1615，T-Mobile MDA Vario III，AT&T Tilt，O2 Xda Stellar，EMobile Emonster S11HT。

## 技術規格
- 處理器：Qualcomm MSM7200 400 MHz
- 作業系統：Windows Mobile 6.0 Professional
- 記憶體：ROM：256MB，RAM：128MB
- 尺寸：112 毫米 X 59 毫米 X 19 毫米
- 重量：190g（含電池）
- 螢幕：QVGA 解析度、2.8 吋 TFT-LCD 平面式觸控感應螢幕
- 網路：HSDPA/WCDMA/GSM
- GPS：配備GPS及A-GPS
- 藍牙：2.0 with EDR
- Wi-Fi：IEEE 802.11 b/g
- 相機：300萬畫素相機，支援自動對焦功能
- 電池：1350mAh充電式鋰或鋰聚合物電池

## 外部連結
- HTC TyTN 系列
- HTC TyTN II 概觀
- HTC TyTN II 技術規格